# Sweet Home
《Sweet Home》，為2020年12月18日全球上線的Netflix韓國驚悚劇集，故事改編自金坎比和黃英璨共同創作連載於Webtoon的同名人氣網路漫畫。此劇講述車賢秀（宋江飾），家人離世後獨自搬到「綠之家」居住。在自殺的那天，發生一連串恐怖事件，在公寓被怪物襲擊後，跟鄰居並肩作戰對抗怪物。 此劇成為Netflix自開創以來在美國最多觀眾收看的劇集第三名（綜合所有地區的劇集）。此劇每集製作費高達$270萬美元。
2022年6月15日，Netflix宣布製作第二季、第三季。

## 演員陣容

### 主要人物
| 演員   | 角色   | 介紹 |
| 宋江   | 車賢秀 | 1410號房住客。 因為遭遇校園霸凌又遇到父母、妹妹車禍死亡，他而成為足不出戶的「蟄居族」孤身一人生活，在公寓怪物危機發生後，為拯救1210號房鄰居一對失去父親的年幼姐弟，開始出門和鄰居們並肩作戰。感染後靠著強大意志力不變異，是成功的特殊感染者，身體可以自行復原。 |
| 李陣郁 | 邊尚昱 | 從外地為了朋友委託復仇進入社區，是一名有嚴重燒傷傷疤，長相粗獷的男性，年紀32歲，力量強大且擅長近身格鬥，十分重情義，個性本沉默寡言拒人千里，在和住戶相處後改變，與看護朴宥莉互有好感。                                                                          |
| 李施昤 | 徐伊景 | 502號房住客。本劇原創角色。 特種部隊出身的前消防員，擅長格鬥與槍械，具有正義感，多次在社區危險中扮演重要角色。未婚夫為醫生，於婚禮前失蹤，疑似是特殊感染者。已懷孕。                                                                                            |
| 李到晛 | 李恩赫 | 大樓倖存者的領導者。 醫大休學生，頭腦聰明冷靜擅長策劃，初期以群體利益為主表現冷酷會輕易犧牲他人達到目的，但後期慢慢改變，有需要時自己也會一同衝鋒陷陣，十分疼愛妹妹李恩宥。                                                                                     |

### 綠之家
| 演員   | 角色   | 介紹 |
| 金南喜 | 鄭載憲 | 1506號房住客。 語文老師，信仰基督教，自稱抓周抓到了刀，於是用刀三十年，使用武士刀能一刀斷首，出口三句不離信仰，喜歡智秀。為拯救大家與警衛怪物同歸於盡。 |
| 高旻示 | 李恩宥 | 李恩赫的妹妹。 父母雙亡，熱愛跳芭蕾舞，卻因為腳踝受傷而不得不放棄跳舞。雖然經常說風涼話甚至用手勢罵人，但還是很關心哥哥和身邊的鄰居，喜歡車賢秀並曾隱誨告白。 |
| 朴珪瑛 | 尹智秀 | 1510號房住客。 喜歡演奏貝斯到半夜，製造噪音的女生。使用球棒戰鬥，一直與鄭載憲老師並肩作戰，互有好感。因於設備不足與無麻醉情況下進行闌尾炎手術，之後一直處於虛弱狀態。 |
| 高允貞 | 朴宥莉 | 護理師。 28歲，負責照顧安基燮，患有哮喘病需不時使用氣喘藥，使用十字弓戰鬥，懂得治療與包紮，和安基燮情同父女，和邊尚昱互有好感。 |
| 金甲洙 | 安基燮 | 和藹的老先生，住在此地最久的居民，擁有實戰經驗，曾被醫生診斷不到半年壽命，卻始終活得好好的。個性豁達，洞悉局勢，曾暗助徐伊景逃出取回情報補給，為大家找尋不同的求生道路。 |
| 金相浩 | 韓斗植 | 1408號房住客。 中尉退伍的中年男性，因半身癱瘓需要靠輪椅行動。是一名優秀的技工，據說只要有設計圖就能打造出一輛坦克車，個性勇敢正面，也是讓車賢秀蛻變的心靈導師，為團隊改良武器設備。因抵抗任意殺人的罪犯集團而生出的無力感，內心渴望如果雙腿能康復就可以保護他人，在雙腿恢復即將異變成怪物時，為喚回失控的車賢秀被異變的車賢秀所殺身亡。 |
| 禹賢   | 金石峴 | 善英的丈夫。 雜貨店老闆，為人自私，會對妻子施暴。在激動堅持消滅感染者時產生異變，完全異變成怪物前以最後意識要求妻子殺死自己並對妻子道歉。 |
| 金炫   | 安善英 | 金石峴的妻子。 忍受丈夫三十年的施暴，個性為他人著想，不捨車賢秀處境，曾主動無償提供徐伊景驗孕棒，因三十年積怨突然解放產生異變。 |
| 金姬貞 | 車珍玉 | 托兒所所長。 因看不起社區環境將女兒送往江南上學，曾擅自把社區大門打開想讓女兒回家，卻見到最殘酷景象。其後感情寄托1210房小姐弟。 |
| 許律   | 金秀英 | 1210號房住客。 9歲，英秀的姐姐。父親為求救及尋求物資在吊掛時遭怪物攻擊墜樓身亡，姐弟頓時無依。 |
| 崔高   | 金英秀 | 1210號房住客。 6歲，秀英的弟弟，喜歡恐龍。 |
| 高健漢 | 崔允載 | 802號房住客。 綁架犯，喜歡虐殺女童甚至拍照留念，卻被法官判無罪而逍遙法外。後來被受到委託而循線找上的邊尚昱活活打死，屍體被丟到大樓外面成為吸血怪物的食物。 |
| 李鳳輦 | 嚴明淑 | 帶著嬰兒車的母親。 經歷喪女之痛後在別人眼裡瘋瘋癲癲的母親，為保護秀英跟英秀兩姊弟自我犧牲阻止怪物，但因對嬰兒執念產生異變，在完全變異前把自己鎖進廁所避免傷到孩子。 |
| 金國熙 | 孫惠仁 | 1009號房住客。 對綠之家的住客無所不知的中年婦人，養著一隻名為小春的小狗。與盧炳日愛鬥嘴實互有好感。 |
| 安桐丘 | 李秀雄 | 1305號房住客。 軍人，事件發生初期協助同為軍方背景的徐伊景，為救珍玉的女兒跑出大樓，卻遭到吸血怪物的舌頭貫穿身體失血過多而死。後邊尚昱冒險外出方取回遺體。 |
| 林秀亨 | 盧炳日 | 1308號房住客。 金石峴的員工。個性懦弱愛吹噓，但最後挺身為孫惠仁擋子彈。 |
| 禹正國 | 姜承莞 | 本劇原創角色。奮鬥四年好不容易考上公務員卻…個性懦弱易失控。 |
| 李元錫 | 柳載煥 | 夢想成為偶像，會為私利而私下行動。原著因自戀怪物化。 |
| 丁夏潭 | 金智恩 | 很少說話的女人。本性善良願為弱者發聲，後為罪犯頭目申仲燮無故槍殺，間接刺激韓斗植異變。 |
| 朴珍秀 | 朴敏珠 | 車珍玉的女兒。 在江南區上學，在逃回綠之家的過程中遭到吸血怪物的舌頭貫穿身體而死。後邊尚昱冒險外出方取回遺體。 |
| 申文成 | 保全   | 綠之家的保全。因受住戶欺壓久積怨恨而異變，疑似為屠殺住戶而封閉社區反而讓眾人免於一開始怪物全面入侵。 |

### 其他人物
| 演員   | 角色   | 介紹 |
| 李信成 | 南相原 | 徐伊景的丈夫。 影集原創角色，最先知道感染源的人(實為實驗體一號)，擁有不少相關情報，結婚前失蹤。                                           |
| 安道奎 | 金道薰 | 車賢秀的同學。 藉父母權勢，一直欺凌並孤立賢秀。                                                                                           |
| 金聖喆 | 鄭毅銘 | 特殊感染者。 原为參與军方研究人员，后被实验体一号杀害并被寄生，曾偽裝倖存者加入罪犯集團，個性冷酷極有城府，自認為是進化物種，而人類很弱。 |
| 許俊碩 | 申仲燮 | 闖入綠之家的罪犯頭目。殺人不眨眼，對怪物亦不留情。                                                                                        |
| 金智恩 | 韓宥真 | 上尉，特種部隊指揮官。 |

### 特別演出
| 演員   | 角色   | 介紹                                                      |
| 朴雅仁 |        | 1411號房住客。 想出道的練習生，因為減肥過度而成為貪食怪物 |
| 朴成根 | 車永哲 | 車賢秀的爸爸，車禍中喪生。                                |
| 李志夏 | 文英淑 | 車賢秀的媽媽，在車禍中喪生。                              |
| 金伊敬 | 車秀雅 | 車賢秀的妹妹，在車禍中喪生。                              |

## 出場怪物
| 怪物                   | 介紹 |
| 貪食怪物               | 在首集開始演變成怪物的飢餓怪物，其實是住在主角車賢秀隔壁的偶像練習生。她為了成為偶像而瘋狂節食，在演變初期連家中的貓都吃掉，最後變成了不停說「我很餓」的恐怖怪物。 |
| 吸血怪物               | 在首集出現徘徊在公寓外面的長舌怪，目測身有7尺高，一條超長的舌頭會在裂開的嘴巴伸出，舌頭更會「開花」吸食人血。 |
| 蓮藕怪物 (金蔎鎮 飾)   | 一個受到上司同事欺壓的上班族，因心中充滿著仇恨而產生了殺人的想法，最終就因為「想要殺掉全部人」的慾望而轉變成為怪物，但怪物化初期的他卻被倖存者砍掉了一半的頭，導致他腦子整個外露！失去視力後靠著敏銳的聽力來掌握目標，手還可以無限伸長分散成多支來攻擊人類。常自語著「我看不見」。 |
| 眼珠怪物               | 基於偷窺癖而演變成的怪物，脖子可以伸長去勒緊目標，頭部化作有數顆巨大眼睛的肉球去到處查看和攻擊，身體則是和人類無異，即使頸部以上被攻擊斷掉之後仍然可以再長出來。 |
| 蛋白質怪物 (朴光宰 飾) | 推測應該是未成為怪物前健身上癮，每天都會靠攝取蛋白質來增強肌肉，更在每次受傷後都會變大強大。常喊著「蛋白質」，人類和怪物都吃。 |
| 蜘蛛怪物               | 有著人頭及人形的身體，但四肢全都變成了尖銳的巨大蜘蛛腳，還會噴射出蜘蛛絲將人層層包裹之後慢慢吸食消化，攻擊力超強。不過在漫畫中是墨魚，相信是為了增強視覺效果的改編為蜘蛛。 |
| 嬰兒怪物               | 原本是保護著小姐弟的阿姨，因為失去了孩子後，對孩子的極度思念、渴望孩子的慾望讓她轉變成嬰兒怪物，在廁所孕育出了如在子宮中的巨寶寶。不會傷害人。 |
| 長髮怪物               | 原本是會家暴毆打妻子的便利商店店長，因為禿頭感到自卑，慾望是長出頭髮，所以在怪物化後全身就長出了比身體還要長的白色長髮。 |
| 飛毛腿怪物             | 動作超快、相當難對付的飛毛腿怪物原身就是田徑選手，因為渴望想要跑得更快打敗競爭對手，才會成為飛毛腿怪物，並以超快的速度攻擊人類。 |
| 長手怪物               | 是一位目睹兒子被怪物抓走，因此自責不已的父親，他因為一直想著如果可以緊緊抓住兒子就好了，這樣的慾望下讓他成了擁有一雙超長手臂以及巨大手掌的怪物。 |
| 警衛怪物               | 因為長期被整棟樓的住戶瞧不起，讓警衛變成了整個頭被蒼蠅包圍、還會吐出蒼蠅的警衛怪物，他的慾望就是要報復並且殺光所有住戶，也因此拿著除草機見人就殺。 |
| 綠色液體怪物           | 原本是一位與母親玩捉迷藏的小男孩，卻意外親眼目睹母親被怪物殺死，因而許下「祈禱不被怪物找到」的願望，變成了透明綠色液體狀的怪物，他不會傷害人，還曾經救了小姐弟中的弟弟，在車賢秀被蜘蛛怪物抓住似乎也想提供協助。                                                                   |
| 紅色血液怪物           | 軍方自願協助研究的感染者，因受不了折磨而衍生「逃脫」的願望，變成了紅色血液體狀的怪物，能寄生他人，被寄生者戰鬥力極高。屬特殊感染者，少數能有完全自我意識的怪物。 |
| 黑騎士怪物             | 從手臂上、翅膀上，無數像刀刃一樣的羽毛正在伸展，由車賢秀變成（影集未完全變化）。 |

## 集數
| 集數                                                                                             | 標題   | 導演                    | 編劇                    | 上線日期       |
| ------------------------------------------------------------------------------------------------ | ------ | ----------------------- | ----------------------- | -------------- |
| 1                                                                                                | 第1集  | 李應福、張榮佑 & 朴昭睍 | 洪素利、金衡旼 & 朴昭靜 | 2020年12月18日 |
| 車賢秀獨自搬進破敗的綠之家。不久之後，他在鄰居的公寓撞見駭人的景象。                             |        |                         |                         |                |
| 2                                                                                                | 第2集  | 李應福、張榮佑 & 朴昭睍 | 洪素利、金衡旼 & 朴昭靜 | 2020年12月18日 |
| 當局宣佈進入緊急狀態，居民將被咬的邊尚昱五花大綁。賢秀無法坐視一個家庭陷入困境。                 |        |                         |                         |                |
| 3                                                                                                | 第3集  | 李應福、張榮佑 & 朴昭睍 | 洪素利、金衡旼 & 朴昭靜 | 2020年12月18日 |
| 某人意外伸出援手，保護孩子們不受傷害。賢秀則和尹智秀及鄭載憲聯手，奮力帶孩子們躲到安全的地方。   |        |                         |                         |                |
| 4                                                                                                | 第4集  | 李應福、張榮佑 & 朴昭睍 | 洪素利、金衡旼 & 朴昭靜 | 2020年12月18日 |
| 怪物的關鍵資訊公開。居民對於該如何處置賢秀意見分歧，李恩赫建議投票表決。                         |        |                         |                         |                |
| 5                                                                                                | 第5集  | 李應福、張榮佑 & 朴昭睍 | 洪素利、金衡旼 & 朴昭靜 | 2020年12月18日 |
| 危險的任務交給賢秀執，其一便是回到險區救出韓斗植。什麼都無法阻止尚昱，他要親手結束自己起頭的事。 |        |                         |                         |                |
| 6                                                                                                | 第6集  | 李應福、張榮佑 & 朴昭睍 | 洪素利、金衡旼 & 朴昭靜 | 2020年12月18日 |
| 安善英對抗此生最恐懼的怪物。徐伊景離開綠之家，前往未婚夫的辦公室尋找答案。                       |        |                         |                         |                |
| 7                                                                                                | 第7集  | 李應福、張榮佑 & 朴昭睍 | 洪素利、金衡旼 & 朴昭靜 | 2020年12月18日 |
| 發生一場致命的襲擊，賢秀救了大家。生活必需品用盡，恩赫宣布一項冒險外出取得資源的計畫。           |        |                         |                         |                |
| 8                                                                                                | 第8集  | 李應福、張榮佑 & 朴昭睍 | 洪素利、金衡旼 & 朴昭靜 | 2020年12月18日 |
| 智秀的狀況令她別無選擇，只能同意冒著極大的風險一試。伊景及時回到綠之家。                         |        |                         |                         |                |
| 9                                                                                                | 第9集  | 李應福、張榮佑 & 朴昭睍 | 洪素利、金衡旼 & 朴昭靜 | 2020年12月18日 |
| 一群不法之徒占領綠之家，居民們駭然見識：人類的行徑竟能比怪物更加野蠻。                           |        |                         |                         |                |
| 10                                                                                               | 第10集 | 李應福、張榮佑 & 朴昭睍 | 洪素利、金衡旼 & 朴昭靜 | 2020年12月18日 |
| 一張軍方公告保證提供安全活路，但眾人拒絕相信。賢秀得知對自身狀況的另一番見解。                   |        |                         |                         |                |

## 劇集原聲帶

### 音樂
| 《Sweet Home》原聲帶 | 《Sweet Home》原聲帶        | 《Sweet Home》原聲帶  | 《Sweet Home》原聲帶 |
| 曲序                 | 曲目                        | 藝術家                | 时长                 |
| -------------------- | --------------------------- | --------------------- | -------------------- |
| 1.                   | 나란히 (Side By Side)主題曲 | BewhY                 | 2:49                 |
| 2.                   | Sweet Home                  | 朴容主                | 4:09                 |
| 3.                   | Dies Irae                   | 조윤정                | 3:00                 |
| 4.                   | Lost Time                   | 音樂導演螞蟻 & 박정환 | 9:03                 |
| 5.                   | Gnarland Hands              | 박정환                | 2:52                 |
| 6.                   | I am a Soldier              | 슌                    | 3:08                 |
| 7.                   | Trauma                      | 박윤서                | 1:32                 |
| 8.                   | Protein                     | 音樂導演螞蟻          | 1:58                 |
| 9.                   | Monster Slayers             | 이종한                | 2:45                 |
| 10.                  | Cracked                     | 박미선                | 4:07                 |
| 11.                  | Infection                   | 슌                    | 2:31                 |
| 12.                  | Escape                      | 김용                  | 3:46                 |
| 13.                  | 4 Strings of Sweet Home     | 音樂導演螞蟻          | 2:32                 |
| 14.                  | Being Distorted             | 박정환                | 6:10                 |
| 15.                  | Dark Sun                    | 音樂導演螞蟻          | 3:05                 |
| 16.                  | Chaotic Fear                | 이종한                | 2:31                 |
| 17.                  | Despair                     | 音樂導演螞蟻          | 2:43                 |
| 18.                  | Emergency                   | 박윤서                | 5:18                 |
| 19.                  | Tears of Sweet Home         | 音樂導演螞蟻 & 박정환 | 2:35                 |
| 20.                  | Undead                      | 이준화                | 3:31                 |
| 21.                  | In the Dark                 | 이성구                | 3:21                 |
| 22.                  | Go Down                     | 이윤정                | 2:21                 |
| 23.                  | What the Hell am I?         | 슌                    | 2:31                 |
| 24.                  | Still Here                  | 김은재                | 2:29                 |
| 25.                  | Dark Sun (ver.2)            | 音樂導演螞蟻          | 2:05                 |

## 製作
是出自打造《怪奇物語》中大魔王角色的「Spectral Motion」特效工作室之手，再加上由曾製作過《水底情深》、《復仇者聯盟》、《鋼鐵人》等系列作品的國際知名視覺特效工作室「Legacy Effects」打造電影級特效。

## 收視與評價
《Sweet Home》是韓國首部進入美國Netflix前10名的電視劇，名列前三。 發行三天后，該劇在八個地區中排名第一，在四十二個地區中排名前十。該劇在發行的前四周內被全球2200萬付費訂閱者觀看，並在70多個國家成為Netflix前10名點擊率最高的劇集。
該系列片刻畫了堅強的女性角色，引起了觀眾的關注。它以其“高質素的視覺效果”和“人物之間的深厚人脈關係”而受到觀眾的稱讚。

### 獎項
| 年度   | 頒獎典禮              | 獎項                           | 入圍者                         | 結果 |
| ------ | --------------------- | ------------------------------ | ------------------------------ | ---- |
| 2021年 | 第57屆百想藝術大獎    | TV部門 男子新人演技賞          | 宋江                           | 提名 |
| 2021年 | 第57屆百想藝術大獎    | TV部門 女子新人演技賞          | 朴珪瑛                         | 提名 |
| 2021年 | 第57屆百想藝術大獎    | TV部門 藝術賞                  | 李炳宙（視覺效果）             | 提名 |
| 2021年 | 第3屆亞洲內容大獎     | 最佳OTT原創                    | 最佳OTT原創                    | 提名 |
| 2021年 | 第3屆亞洲內容大獎     | 技術成就獎                     | 技術成就獎                     | 獲獎 |
| 2021年 | 第3屆亞洲內容大獎     | 創意無界獎                     | 創意無界獎                     | 提名 |
| 2021年 | 第3屆亞洲內容大獎     | 最佳女演員                     | 李施昤                         | 提名 |
| 2021年 | 第3屆亞洲內容大獎     | 新人獎－女演員                 | 高旻示                         | 獲獎 |
| 2021年 | 第3屆亞洲內容大獎     | 人氣獎                         | 宋江                           | 獲獎 |
| 2021年 | 第4屆亞洲影藝創意大獎 | 最佳男配角                     | 李到晛                         | 獲獎 |
| 2021年 | 第4屆亞洲影藝創意大獎 | 最佳女主角                     | 李施昤                         | 提名 |
| 2021年 | 第4屆亞洲影藝創意大獎 | 最佳女配角                     | 高旻示                         | 提名 |
| 2021年 | 第4屆亞洲影藝創意大獎 | 最佳導演（虛構）               | 李應福                         | 獲獎 |
| 2021年 | 第4屆亞洲影藝創意大獎 | 電視劇集或電視電影最佳視覺特效 | 電視劇集或電視電影最佳視覺特效 | 提名 |

## 外部連結
- 《Sweet Home》的官方網站
- 在Netflix上觀看《Sweet Home》
- 互联网电影数据库（IMDb）上《Sweet Home》的资料（英文）
- 《Sweet Home》在HanCinema的页面（英文）
- 網路漫畫《Sweet Home》在Line Webtoon的頁面（繁體中文）